# Cselgáncs a 2003. évi nyári európai ifjúsági olimpiai fesztiválon
A 2003. évi nyári európai ifjúsági olimpiai fesztiválon a cselgáncs versenyszámait Párizsban rendezték.

## Összesített éremtáblázat
| A 2003. évi nyári európai ifjúsági olimpiai fesztivál összesített éremtáblázata cselgáncsban | A 2003. évi nyári európai ifjúsági olimpiai fesztivál összesített éremtáblázata cselgáncsban | A 2003. évi nyári európai ifjúsági olimpiai fesztivál összesített éremtáblázata cselgáncsban | A 2003. évi nyári európai ifjúsági olimpiai fesztivál összesített éremtáblázata cselgáncsban | A 2003. évi nyári európai ifjúsági olimpiai fesztivál összesített éremtáblázata cselgáncsban | Olimpia  |
| -------------------------------------------------------------------------------------------- | -------------------------------------------------------------------------------------------- | -------------------------------------------------------------------------------------------- | -------------------------------------------------------------------------------------------- | -------------------------------------------------------------------------------------------- | -------- |
|                                                                                              | Ország                                                                                       | Arany                                                                                        | Ezüst                                                                                        | Bronz                                                                                        | Összesen |
| 1.                                                                                           | Oroszország                                                                                  | 2                                                                                            | 1                                                                                            | 4                                                                                            | 7        |
| 2.                                                                                           | Franciaország                                                                                | 2                                                                                            | 1                                                                                            | 2                                                                                            | 5        |
| 3.                                                                                           | Magyarország                                                                                 | 2                                                                                            | 0                                                                                            | 1                                                                                            | 3        |
| 4.                                                                                           | Grúzia                                                                                       | 1                                                                                            | 3                                                                                            | 2                                                                                            | 6        |
| 5.                                                                                           | Hollandia                                                                                    | 1                                                                                            | 1                                                                                            | 1                                                                                            | 3        |
| 6.                                                                                           | Litvánia                                                                                     | 1                                                                                            | 0                                                                                            | 3                                                                                            | 4        |
|                                                                                              | Németország                                                                                  | 1                                                                                            | 0                                                                                            | 3                                                                                            | 4        |
| 8.                                                                                           | Románia                                                                                      | 1                                                                                            | 0                                                                                            | 2                                                                                            | 3        |
|                                                                                              | Ukrajna                                                                                      | 1                                                                                            | 0                                                                                            | 2                                                                                            | 3        |
| 10.                                                                                          | Izrael                                                                                       | 1                                                                                            | 0                                                                                            | 1                                                                                            | 2        |
| 11.                                                                                          | Belgium                                                                                      | 1                                                                                            | 0                                                                                            | 0                                                                                            | 1        |
|                                                                                              | Görögország                                                                                  | 1                                                                                            | 0                                                                                            | 0                                                                                            | 1        |
| 13.                                                                                          | Azerbajdzsán                                                                                 | 0                                                                                            | 2                                                                                            | 3                                                                                            | 5        |
| 14.                                                                                          | Szlovénia                                                                                    | 0                                                                                            | 2                                                                                            | 1                                                                                            | 3        |
| 15.                                                                                          | Egyesült Királyság                                                                           | 0                                                                                            | 1                                                                                            | 1                                                                                            | 2        |
| 16.                                                                                          | Ausztria                                                                                     | 0                                                                                            | 1                                                                                            | 0                                                                                            | 1        |
|                                                                                              | Lettország                                                                                   | 0                                                                                            | 1                                                                                            | 0                                                                                            | 1        |
|                                                                                              | Portugália                                                                                   | 0                                                                                            | 1                                                                                            | 0                                                                                            | 1        |
|                                                                                              | Szerbia és Montenegró                                                                        | 0                                                                                            | 1                                                                                            | 0                                                                                            | 1        |
| 20.                                                                                          | Csehország                                                                                   | 0                                                                                            | 0                                                                                            | 1                                                                                            | 1        |
|                                                                                              | Fehéroroszország                                                                             | 0                                                                                            | 0                                                                                            | 1                                                                                            | 1        |
|                                                                                              | Lengyelország                                                                                | 0                                                                                            | 0                                                                                            | 1                                                                                            | 1        |
|                                                                                              | Örményország                                                                                 | 0                                                                                            | 0                                                                                            | 1                                                                                            | 1        |
|                                                                                              |                                                                                              |                                                                                              |                                                                                              |                                                                                              |          |
| Összesen                                                                                     | Összesen                                                                                     | 15                                                                                           | 15                                                                                           | 30                                                                                           | 60       |

## Férfi
| A 2003. évi nyári európai ifjúsági olimpiai fesztivál férfi érmesei cselgáncsban |                                  |                                 |                                    |
| Versenyszám                                                                      | Arany                            | Ezüst                           | Bronz                              |
| 50 kg                                                                            | Grúzia Lasha Tvildiani           | Azerbajdzsán Nijat Shikhalizada | Ukrajna Anatoliy Laskuta           |
| 50 kg                                                                            | Grúzia Lasha Tvildiani           | Azerbajdzsán Nijat Shikhalizada | Lengyelország Tomasz Kowalski      |
| 55 kg                                                                            | Ukrajna Georgii Zantaraia        | Szlovénia Rok Draksic           | Románia Dan Fasie                  |
| 55 kg                                                                            | Ukrajna Georgii Zantaraia        | Szlovénia Rok Draksic           | Litvánia Justinas Gramba           |
| 60 kg                                                                            | Oroszország Sirazhudin Magomedov | Lettország Vladimirs Kovalcuks  | Grúzia Giorgi Shoshiashvili        |
| 60 kg                                                                            | Oroszország Sirazhudin Magomedov | Lettország Vladimirs Kovalcuks  | Azerbajdzsán Elshan Karimov        |
| 66 kg                                                                            | Görögország Tariel Zintiridis    | Oroszország Ivan Nifontov       | Fehéroroszország Ilya Shchaurouski |
| 66 kg                                                                            | Görögország Tariel Zintiridis    | Oroszország Ivan Nifontov       | Azerbajdzsán Seymur Rzayev         |
| 73 kg                                                                            | Oroszország Yuri Panasenkov      | Grúzia Bakari Bekauri           | Csehország Radovan Maly            |
| 73 kg                                                                            | Oroszország Yuri Panasenkov      | Grúzia Bakari Bekauri           | Azerbajdzsán Timur Alikhanov       |
| 81 kg                                                                            | Litvánia Alius Braciulis         | Azerbajdzsán Anar Aliyev        | Franciaország Vincent Boussiron    |
| 81 kg                                                                            | Litvánia Alius Braciulis         | Azerbajdzsán Anar Aliyev        | Grúzia Saba Gavashelishvili        |
| 90 kg                                                                            | Franciaország Hervé Fichot       | Grúzia Malkhaz Nizharadze       | Litvánia Karolis Bauza             |
| 90 kg                                                                            | Franciaország Hervé Fichot       | Grúzia Malkhaz Nizharadze       | Oroszország Aslan Khubiev          |
| +90 kg                                                                           | Franciaország Cyrille Maret      | Grúzia Levan Gorgadze           | Hollandia Martin Schildmeijer      |
| +90 kg                                                                           | Franciaország Cyrille Maret      | Grúzia Levan Gorgadze           | Oroszország Soslan Dzhanaev        |

## Női
| A 2003. évi nyári európai ifjúsági olimpiai fesztivál női érmesei cselgáncsban |                              |                                     |                                      |
| Versenyszám                                                                    | Arany                        | Ezüst                               | Bronz                                |
| 44 kg                                                                          | Románia Andreea Catuna Ionas | Franciaország Aurore Climence       | Egyesült Királyság Monika Grzelewska |
| 44 kg                                                                          | Románia Andreea Catuna Ionas | Franciaország Aurore Climence       | Magyarország Tóth Lilla              |
| 48 kg                                                                          | Izrael Tatyana Simantov      | Hollandia Kitty Bravik              | Németország Romy Tarangul            |
| 48 kg                                                                          | Izrael Tatyana Simantov      | Hollandia Kitty Bravik              | Oroszország Anna Mazunina            |
| 52 kg                                                                          | Németország Viola Waechter   | Szerbia és Montenegró Jovana Rogic  | Örményország Anush Hakobyan          |
| 52 kg                                                                          | Németország Viola Waechter   | Szerbia és Montenegró Jovana Rogic  | Izrael Alice Schlesinger             |
| 57 kg                                                                          | Belgium Julie Baeyens        | Portugália Joana Cesario            | Ukrajna Mariya Bakumenko             |
| 57 kg                                                                          | Belgium Julie Baeyens        | Portugália Joana Cesario            | Szlovénia Sendi Lesnjak              |
| 63 kg                                                                          | Hollandia Esther Stam        | Szlovénia Maja Ursic                | Franciaország Suzie Dalmasso         |
| 63 kg                                                                          | Hollandia Esther Stam        | Szlovénia Maja Ursic                | Oroszország Irina Zabludina          |
| 70 kg                                                                          | Magyarország Mészáros Anett  | Ausztria Hedwig Lechenauer          | Németország Barbara Baur             |
| 70 kg                                                                          | Magyarország Mészáros Anett  | Ausztria Hedwig Lechenauer          | Litvánia Raimonda Gedutyte           |
| +70 kg                                                                         | Magyarország Cserháti Eszter | Egyesült Királyság Abbie Cunningham | Németország Anne Lausch              |
| +70 kg                                                                         | Magyarország Cserháti Eszter | Egyesült Királyság Abbie Cunningham | Románia Alexandra Matasaru           |